# Oliver Venno
Oliver Venno est un joueur estonien de volley-ball né le 23 mai 1990 à Tartu (RSS d'Estonie). Il mesure 2,10 m et joue attaquant. Il est international estonien.

## Clubs
| Club                  | De        | À         |
| --------------------- | --------- | --------- |
| Tartu Pere Leib       | 2006-2007 | 2007-2008 |
| Selver Tallinn        | 2008-2009 | 2008-2009 |
| ACH Volley Bled       | 2009-2010 | 2009-2010 |
| VfB Friedrichshafen   | 2010-2010 | 2011-2012 |
| OK Budvanska Rivijera | sep 2012  | déc 2012  |
| Rennes Volley 35      | jan 2013  | mai 2013  |
| Prikame Perm          | 2013-2014 | 2013-2014 |

## Palmarès

### Volley-ball
- Coupe de la CEV (1)
  - Vainqueur : 2019
- Championnat centre-européen (2)
  - Vainqueur : 2010, 2015
- Championnat d'Allemagne (1)
  - Vainqueur : 2011
- Championnat de Slovénie (1)
  - Vainqueur : 2010
- Championnat d'Estonie (1)
  - Vainqueur : 2009
  - Finaliste : 2007,  2008
- Coupe d'Allemagne (1)
  - Vainqueur : 2012
  - Finaliste : 2011
- Coupe de Slovénie (1)
  - Vainqueur : 2010
- Supercoupe de Turquie (1)
  - Vainqueur : 2019
- Championnat du Qatar (1)
  - Vainqueur : 2021

### Beach-volley
- Championnat du monde de beach-volley des moins de 19 ans (1)
  - Vainqueur : 2008
- Championnat d'Europe de beach-volley des moins de 18 ans (1)
  - Vainqueur : 2007